# Parevansula mediterranea
Parevansula mediterranea är en kräftdjursart som beskrevs av Gulle och Soyer 1966. Parevansula mediterranea ingår i släktet Parevansula och familjen Ameiridae. Inga underarter finns listade i Catalogue of Life.